# Trần Hiếu Ngân
Trần Hiếu Ngân (sinh 26 tháng 6 năm 1974) là vận động viên Taekwondo Việt Nam giành được huy chương bạc tại Olympic Sydney 2000 và là vận động viên Việt Nam đầu tiên giành huy chương tại đấu trường Olympic.

## Tiểu sử
Trần Hiếu Ngân sinh ngày 26 tháng 06 năm 1974 tại thành phố Tuy Hòa, Phú Yên, là con thứ 4 trong một gia đình gồm có 8 anh chị em, với nghề nghiệp chính của gia đình là làm bánh. Cha của Trần Hiếu Ngân vốn là môn đệ của võ Thiếu Lâm nên có định hướng cho con cái theo học nhằm bảo vệ sức khỏe và tự vệ. Khi phòng Thể dục thể thao của thị xã khai giảng lớp Taekwondo đầu tiên vào năm 1987, ông đã cho Hiếu Ngân tới học. Bắt đầu từ đây, con đường đến với Taekwondo của Hiếu Ngân đã rộng mở, với việc đạt nhiều thành tích tại các kỳ thi đấu trong và ngoài nước mà đỉnh cao là chiếc Huy chương Bạc tại Olympic Sydney, Australia năm 2000.
Sau thành công đem về tấm huy chương duy nhất cho đoàn vận động viên Việt Nam tại Olympic Sydney 2000, Hiếu Ngân quyết định rời sàn đấu, trở thành thủ quỹ của Trung tâm đào tạo võ thuật Thành phố Hồ Chí Minh kiêm vai trò một huấn luyện viên đội tuyển trẻ của Thành phố Hồ Chí Minh.

## Sự nghiệp
Năm 1990, khi có giải thi đấu vô địch toàn quốc tổ chức ở Thành phố Hồ Chí Minh, Ngân giành được Huy chương Bạc ở nội dung thi quyền. Thành công đầu tiên ấy đã trở thành động lực thúc đẩy cô trong những năm tiếp theo, nhờ những nỗ lực của bản thân đã liên tiếp mang lại cho cô Huy chương Bạc hạng 51 kg (1991), Huy chương Bạc quyền (1992) rồi Huy chương Vàng hạng 55 kg (1995). Những thành công đó đã khiến Hiếu Ngân có ảnh hưởng lớn trong làng Taekwondo Việt Nam, và từ đây, chị đã rời Phú Yên để đến Thành phố Hồ Chí Minh tiếp tục tập luyện, dưới sự dẫn dắt của huấn luyện viên Trương Ngọc Để, nhằm thử sức trên các đấu trường quốc tế.
Từ năm 1995 đến năm 2000, không năm nào bảng vàng thành tích thể thao Việt Nam thiếu vắng tên tuổi của nữ võ sỹ này. Huy chương Vàng vô địch quốc gia năm 1993, 1994, 1996; Huy chương Vàng SEA games 18 năm 1995; Huy chương Vàng vô địch Đông Nam Á năm 1996; Huy chương Vàng vô địch châu Á năm 1998; Huy chương Đồng ASIAN Games năm 1998; Hạng I vòng loại Sydney khu vực châu Á năm 1999.
Buổi chiều ngày 28 tháng 9 năm 2000 tại đấu trường State Aports Center (Sydney, Australia) Trần Hiếu Ngân đã cắm cột mốc cho lịch sử thể thao Việt Nam, mang lại chiếc Huy chương Bạc Olympic đầu tiên cho Việt Nam. Chiếc huy chương Bạc tại Olympic 2000 cũng trở thành dấu ấn lớn nhất trong cuộc đời và sự nghiệp của Trần Hiếu Ngân.

## Khen thưởng
Bên cạnh các huy chương và thứ hạng đã đạt được, Hiếu Ngân còn được nhận nhiều bằng khen của UBND tỉnh Phú Yên, Ủy ban Thể dục thể thao Việt Nam, Trung ương Đoàn Thanh niên Cộng sản Hồ Chí Minh, Quỹ hỗ trợ tài năng trẻ Việt Nam. Năm 2000, chị được Chủ tịch nước Cộng hòa xã hội chủ nghĩa Việt Nam trao tặng Huân chương Lao động hạng Nhì.